# Witaszkowo
Witaszkowo (niem. Vettersfelde, łuż. Wětškow) – wieś w Polsce położona w województwie lubuskim, w powiecie krośnieńskim, w gminie Gubin.
W latach 1975–1998 miejscowość administracyjnie należała do województwa zielonogórskiego.

## Historia
O wsi wspominano przed rokiem 1451 jako (niem. Vettersfeldt), w 1452 Fettirfeldt, a w 1527 Fettersfelt jako niewielką wieś okalającą folwark. Wśród właścicieli majątku wymienia się: von Kalckreutha, von Sehlstranga, von Heinego i od 1578 roku do księcia Schönaich-Carolath. Witaszkowo w 1926 roku otrzymało światło. W 1939 roku wieś liczyła 107 mieszkańców, w 1988 33 osoby i w 1999 roku 32 mieszkańców.

## Zabytki
Do wojewódzkiego rejestru zabytków wpisany jest:
- kościół ewangelicki, obecnie rzymskokatolicki filialny pod wezwaniem Niepokalanego Poczęcia NMP z 1749 roku. Pochodzący z XVIII wieku kościół jest budowlą w konstrukcji szachulcowej i jest zamknięty trójbocznie od strony prezbiterium[10]. Posiada dach wielospadowy, pośrodku z sygnaturką[4][6][10]. W salowym wnętrzu, przykrytym belkowym stropem zachowały się osiemnastowieczne ławki. W zachodniej stronie znajduje się drewniana empora wsparta na ośmiu słupach oraz ceramiczna posadzka[4]. W jego ścianach znajdują się długie prostokątne okna. Wewnątrz znajduje się drewniany renesansowy ołtarz z 1596 roku z zakryciem jego podstawy przedstawiającym Ostatnią Wieczerzę[4]. W 2008 roku zakończył się remont kościoła[11][12], a 14 grudnia 2008 roku jego poświęcenia dokonał biskup Paweł Socha w asyście proboszcza ks. Bogdana Kusiaka[10].

## Skarb
Wieś Witaszkowo weszła do światowej historii jako miejsce odkrycia słynnego scytyjskiego skarbu. W 1882 roku znaleziono w Witaszkowie złoty skarb, wykonany prawdopodobnie nad Morzem Czarnym i w roku 500 przed naszą erą zakopany. Odkrycia skarbu na swym polu dokonał wieśniak Lauschke. O znalezieniu skarbu powiadomił księcia Henryka Schönaich-Carolath z Gębic. Skarb ważył 4,5 kg i składał się z różnych wyrobów scytyjskich. Składał się z ryby o długości 42 cm z wypukłymi na 5 mm figurkami, pochwy miecza z podobnymi zdobieniami jak ryba, rękojeści miecza, igły, klejnotów, pierścienia. Znaleziono również gliniane naczynia. Skarb powędrował do Berlińskiego Muzeum Antycznego, a podczas bombardowania Berlina został wywieziony i ukryty w kopalni soli pod Helmstedt. Brytyjskie wojsko po II wojnie światowej wywiozło złoto do zamku Celle. Przed końcem wojny kopia skarbu na krótko zawędrowała do Muzeum Miejskiego w Gubinie (Guben). Powiększona kopia złotej ryby znajduje się w Muzeum Sprucke–Mühle w Guben. Z czasem skarb uległ rozproszeniu, a część oryginalnych przedmiotów przechowywana jest do dziś w zbiorach Antikensammlung w Berlinie. Kopię w oryginalnym rozmiarze można obejrzeć w Muzeum Archeologicznym Środkowego Nadodrza w Świdnicy k. Zielonej Góry.